# Arbuz kolokwinta
Arbuz kolokwinta, kawon kolokwinta, kolokwinta, kolocynta (Citrullus colocynthis (L.) Schrad.) – gatunek rośliny zielnej z rodziny dyniowatych.

## Występowanie

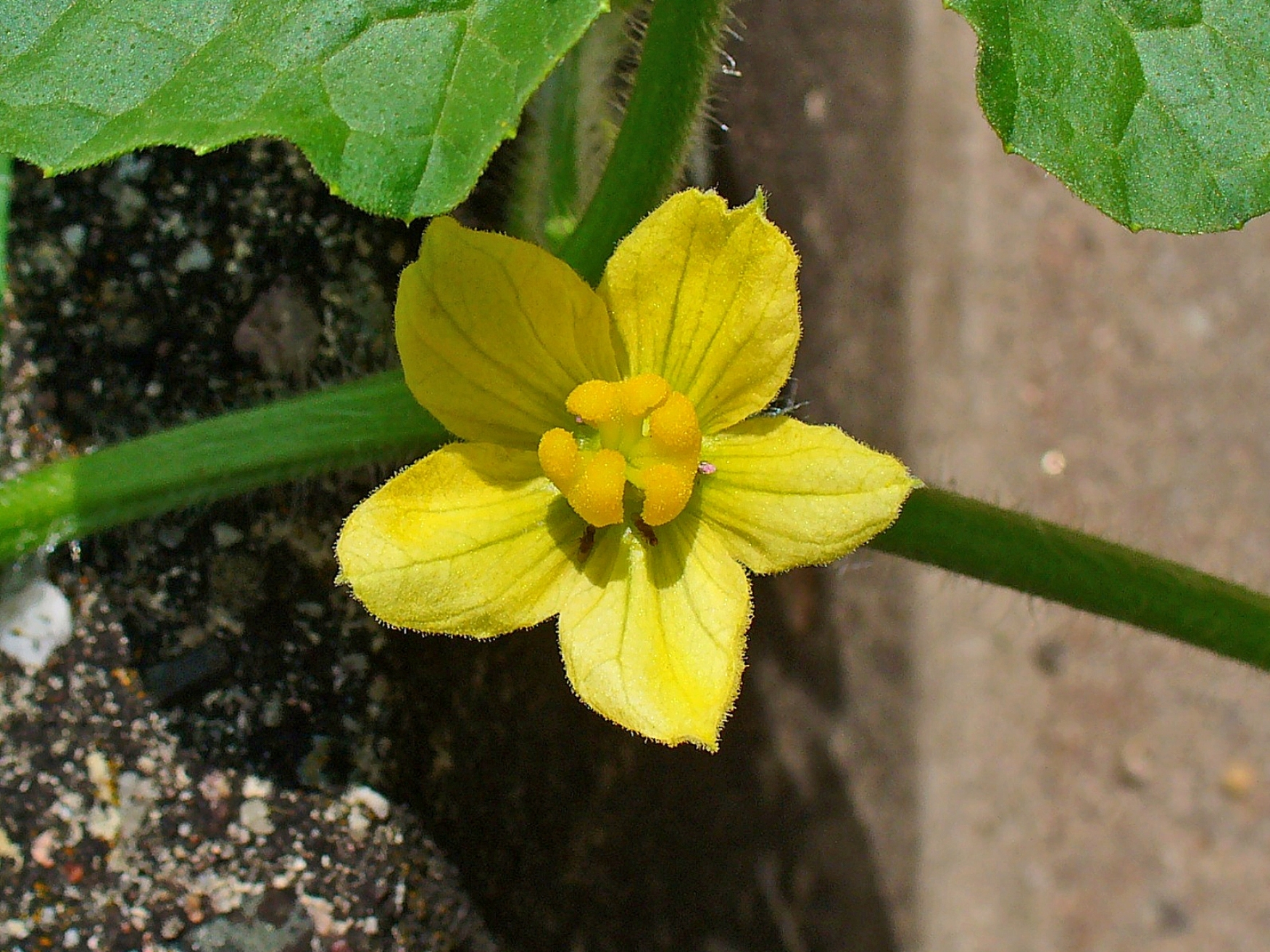
Kwiat

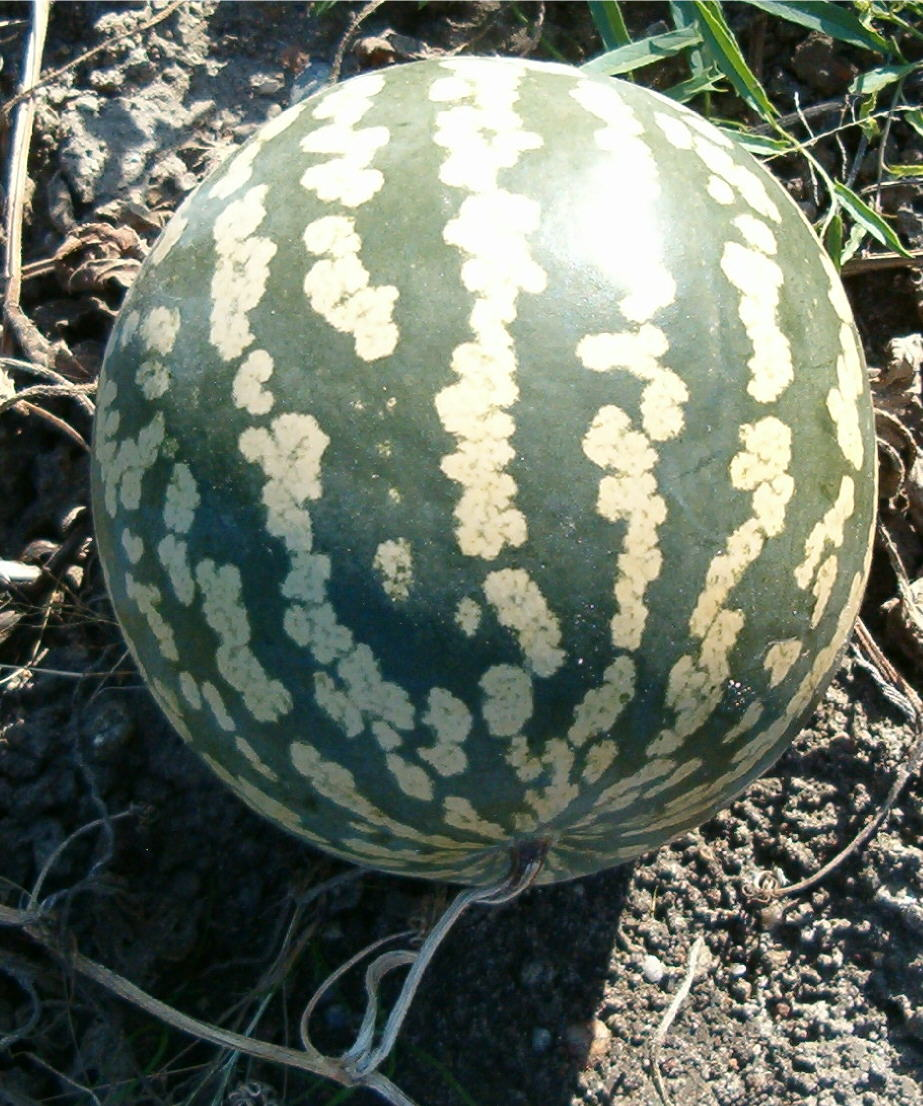
Owoc

Rośnie dziko w Afryce (Kenia, Mali, Czad, Etiopia, Somalia, Sokotra, Algieria, Egipt, Libia, Maroko, Tunezja), Azji (Kuwejt, Arabia Saudyjska, Jemen, Afganistan, Cypr, Iran, Irak, Izrael, Jordania, Liban, Syria, Turcja, Indie, Pakistan, Sri Lanka, Birma) i Europie (Grecja, Włochy, Hiszpania) oraz jako gatunek zawleczony w Australii. Jest uprawiany w wielu krajach świata. W Polsce gatunek ten przejściowo dziczeje (ma status efemerofita).

## Morfologia
PokrójPnącze. Roślina o łodydze leżącej długości do 1 metra.
Liście5-7 klapowane, długości 5–10 cm. W kątach wyrastają wąsy czepne.
KwiatyJednopłciowe (rośliny jednopienne). Kwiaty wyrastają pojedynczo w kątach liści. Korona kwiatowa lejkowata, w kolorze żółtym.
OwocPodobny do arbuza. O średnicy około 4–10 cm, wewnątrz znajduje się gąbczasty i gorzki miąższ zawierający wiele nasion. Z zewnątrz początkowo jest ciemnozielony z jasnymi, marmurkowatymi prążkami, po dojrzeniu staje się żółty.

## Biologia i ekologia

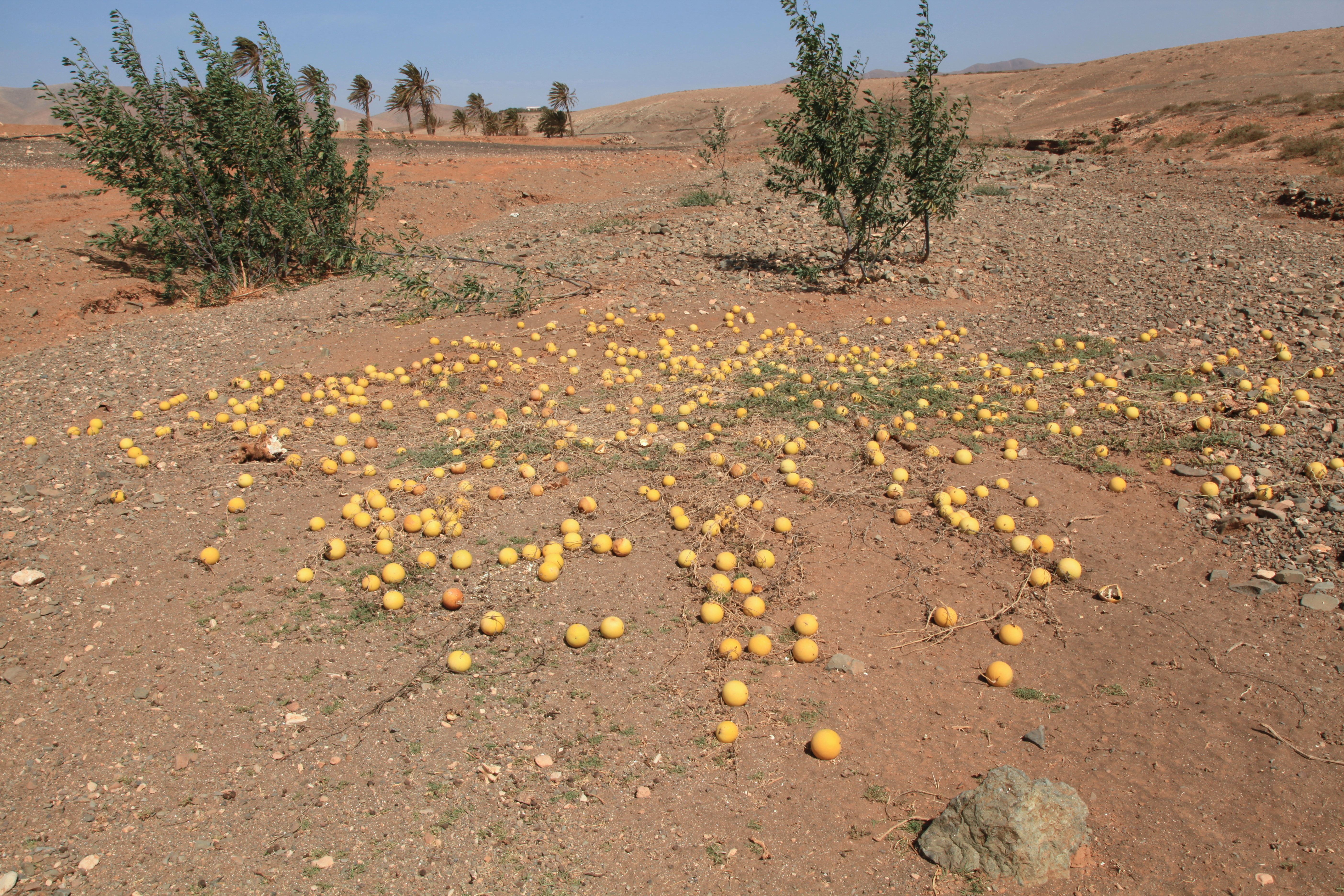
Kolokwinta na pustyni (owoce dojrzałe)

Roślina jednoroczna lub bylina. Rośnie na piaszczystych glebach i na pustyniach. Jest kserofitem, najlepiej rozwija się na terenach o średniej rocznej temperaturze 23–27 °C, i średniej ilości opadów wynoszącej 25–37 cm. Rozmnaża się przez nasiona. Kiedy owoce dojrzeją wiatr odrywa je od rośliny i toczy po pustyni. Po uderzeniu o skałę owoc rozbija się i wysypują się z niego nasiona.

## Zastosowanie
- Roślina lecznicza, owoce są bardzo silnym środkiem przeczyszczającym[9]. W większej ilości są trujące. Niektórzy uważają, że właśnie owocami kolokwinty Agrypina otruła cesarza Klaudiusza[8].
- W Indiach z nasion uzyskuje się olej, który wykorzystywany jest do oświetlenia[9]. Zmielone służyły do wypieku chleba[8].
- W Afryce Północnej nasiona są jadane[9].
- Z wysuszonego miąższu powstaje łatwopalny proszek, wykorzystywany przez Arabów jako podpałka[7].

## Udział w kulturze
Jest wymieniony w Biblii pod hebrajską nazwą paqqu'ōţ oznaczającą arbuza kolokwintę: 2 Krl 4,38-40 i 1 Krl 7,24. Roślina ta występuje w Palestynie i zdaniem wszystkich badaczy roślin biblijnych do niej odnoszą się cytaty biblijne. W polskich tłumaczeniach Biblii istnieje zamieszanie i często hebrajski wyraz tłumaczony jest na nazwy innych roślin (dzika winorośl, dzikie pnącza, dziki krzew winny oraz pnącza, dzikie kolokwinty, dzikie ogórki, owoce, ośle ogórki, dynie).